# Textielindustrie in Winterswijk

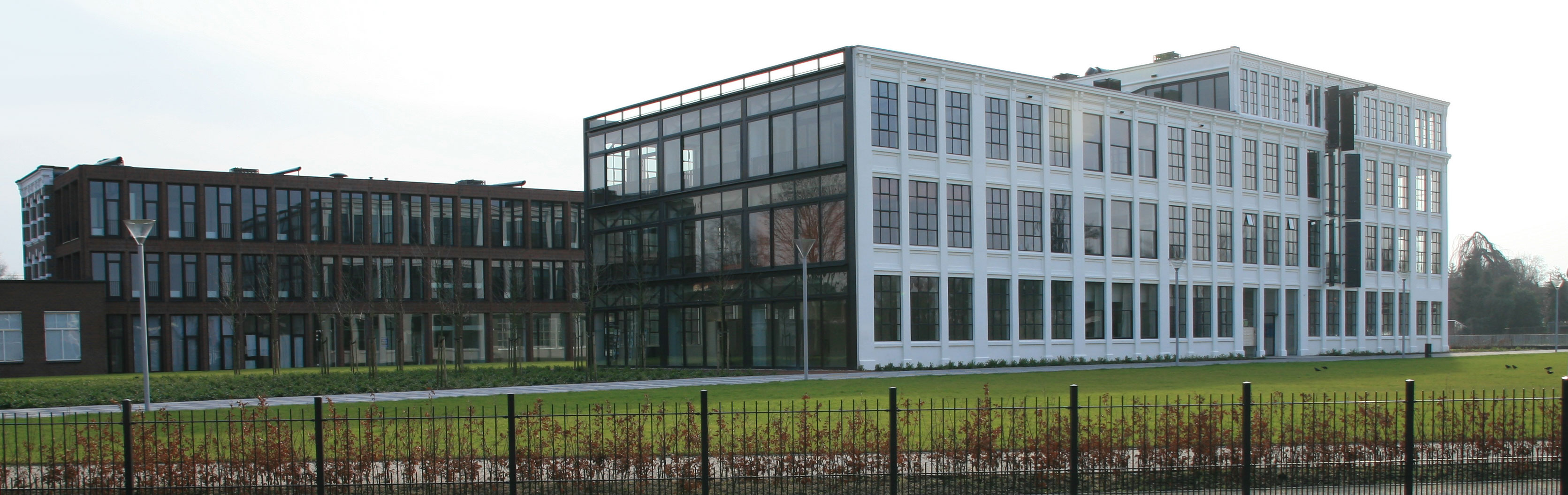
De tot appartementencomplex verbouwde Tricotfabriek

De Winterswijkse textielindustrie kende haar bloeiperiode in de jaren twintig van de 20e eeuw en maakte een nieuwe opleving door na het einde van de Tweede Wereldoorlog.

## Economisch belang
Tientallen jaren bepaalden de schoorstenen van de vele textielfabrieken die het kleine dorp rijk was het aanzicht van Winterswijk. De textielindustrie waren de motor achter de grote opleving van de Winterswijkse economie. De grote toestroom van arbeiders leidde tot de oprichting van woningbouwverenigingen. Iedereen die in deze periode in Winterswijk woonde, had wel iemand in de familie die in een textielfabriek werkte. Ook waren volop pendelarbeiders vanuit de wijde omstreken werkzaam in de textielnijverheid. De textielfabrikanten hebben op allerlei vlakken hun sporen nagelaten, door de financiële impulsen die zij gaven aan onder andere muziekverenigingen en het ziekenhuis.

## Textielfabrieken
Winterswijk kende in zijn hoogtijdagen de volgende textielfabrieken:

### J. Willink en Paschen, De Batavier
In 1866 begon Jan Willink een handweefbedrijf op de Zonnebrink, in 1869 voortgezet met zwager Willem Paschen als J. Willink en Paschen (in de volksmond ook wel d'n Zwartstoom genoemd). De handweverij was ondertussen veranderd in een stoomweverij. 
Deze fabriek richtte zich met name op bontweverij en ververij en breidde in de loop van de eerste vijftig jaren voortdurend uit en moderniseerde met onder meer elektrische verlichting in 1888. In 1902 kreeg deze fabriek de naam N.V. De Batavier. In 1937 is er een grote brand geweest in het gebouw. De Batavier raakte in 1980 in een faillissement, maar maakte een doorstart onder de naam Gaudium. Deze fabriek bestaat nog steeds en richt zich op het produceren van brandveilige stoffen (onder andere stof die smelt in plaats van brandt, zoals gebruikt wordt in de vliegtuigen van de KLM). De Batavier is afgebroken. De toegangspoort staat, op enkele meters van de originele entree, als monument nog wel steeds op de Zonnebrink.

### De Tricotfabriek
De Tricotfabriek (ook wel kortweg Tricot genoemd) is opgericht door Geert Jan Willink, neef van Jan Willink. De Tricot had zijn hoofdingang aan de Wilhelminastraat. De Tricot is in 1888 gesticht, maar het gebouw aan de Wilhelminastraat opende in 1890 pas zijn deuren. Zowel de Tricot als de Tricot-villa (op de rotonde de Peperbus) staan op de lijst van monumentenzorg.

### De Tuunte
De Tuunte is 1919 opgericht door de heer Huijskes uit Groenlo. Het is daarmee een van de jongste textielfabrieken in Winterswijk. Het gebouw stond in het verleden aan de Europalaan, waar nu een winkel van de supermarktketen Jumbo staat. De Tuunte was een weverij voor met name huishoudtextiel. Grote afnemers waren de HEMA, Vroom & Dreesmann en SORBO. De laatst overgebleven weverij ter plaatse is in 2000 gesloten, maar het magazijn van de regionale modeketen Tuunte-Fashion bestaat nog steeds aan de Laan van Hilbelink.

### Blijdenstein
Naast de bestaande calicotweverij richtte H. Willink & Co (Witstoom) in 1861 een stoomweverij op die midden 1862 in bedrijf kwam. In 1964 werd gefuseerd met Blijdenstein, dat was eind 19e eeuw opgericht door de familie Blijdenstein die in Enschede ook een fabriek had. Blijdenstein-Willink stond aan de Groenloseweg dicht bij de Tricotfabriek. In 2003 verhuisde Blijdenstein-Willink naar het industrieterrein van Winterswijk. De bestaande fabriek werd afgebroken; er kwamen woningen voor in de plaats. Op 16 april 2009 is BW Industrial, zoals Blijdenstein-Willink later heette, failliet verklaard.

### De Meijerink
Meijerink & Zonen is opgericht in 1891 door J.H. Meijerink. Deze fabriek stond aan de Laan van Hilbelink, het latere gebouw van het magazijn van de Tuunte. In 1929 is de naam ervan gewijzigd in N.V. Stoomweverij en in 1961 is de fabriek opgegaan in de Koninklijke Textielfabrieken Nijverdal-Ten Cate N.V. ( uit Almelo).

### "De Hazewind"
De Hazewind-geschiedenis begon eind 19e eeuw met het oprichten van de Weverij M.M. Poppers, witdoekweverij te Winterswijk. De Joodse eigenaar M.M. Poppers, zag zich helaas door het naziregime in de Tweede Wereldoorlog (in 1941) gedwongen voorzorgsmaatregelen te treffen om te voorkomen alles te verliezen en om te kunnen onderduiken. Zo vroeg hij zijn vriend en buurman W.H. Weidemann, die bij een ander Winterswijks textielbedrijf Meijerink & Co sinds 1929 bedrijfsleider was, om zijn zaak voor 50% over te nemen. Weidemann zou de belangen behartigen en de firma zelfstandig verder leiden tot de kust weer veilig was voor de zoon Moutje Poppers.
- Weidemann weverij & confectie. Witdoekweverij en kinderkledingconfectie

Na de overname in ± 1941 van Weverij M.M. Poppers op wens van M.M. Poppers door W.H. Weidemann, werd de firma in dat jaar hernoemd in Weidemann Weverij & Confectie. Het assortiment werd uitgebreid met kinderkleding. Moutje Poppers overleefde de nazitijd en kwam na de Tweede Wereldoorlog terug naar Winterswijk in deze nieuwe firma. Tot ± 1948 waren Weidemann en Poppers ieders voor 50% eigenaar van Weidemann weverij & confectie. Helaas strookte het niet goed tussen de beide nieuwe eigenaren. Dit resulteerde uiteindelijk erin dat Moutje Poppers zich in ± 1948 liet uitbetalen en de firma verliet. In de Tweede Wereldoorlog hielp W.H. Weidemann vele Joden en anderen die in problemen gekomen waren met en door de nazibezetting. Uiteindelijk moest ook hij met zijn familie in het laatste jaar van de oorlog onderduiken.
- Hazewind Kleding Industrie N.V. Kinderkleding en Herenkleding confectie (Jacks, pantalons, kinderpakjes, regenkleding, en windbrekers.)

Nadat Poppers de firma Weidemann verlaten had, doopte W.H. Weidemann de firma in ± 1950 om in Hazewind Kleding Industrie N.V. De witdoekweverij werd stopgezet. Het assortiment werd in de loop der jaren aangevuld met herenkleding, vooral regenkleding en windbrekers. Het logo werd de "Hazewindhond" (een langharige windhond (Barzoi) die naar rechts rent), dat herinnert aan het wapen van Winterswijk, waar een kortharige windhond naar links als het ware tegen iemand opspringt. Winterswijk bleef de hoofdvestiging (Laan van Hilbelink), maar er ontstonden nog andere confectieplaatsen in Gelderland en Overijssel. W.H. Weidemann leidde de N.V. tot eind 1973, toen de N.V. werd gesloten.
- Hazewind Kledingindustrie B.V. Kinderkleding en Herenkleding (vooral jacks, pantalons, kinderpakjes, regenkleding, en windbrekers)

Na het sluiten van de Hazewind Kledingindustrie N.V begon zijn zoon L.J.F. Weidemann oktober 1973 met de Hazewind Kledingindustrie B.V. Hij nam het assortiment en het Hazewindhondlogo over. Het hoofdassortiment bestond uiteindelijk uit jacks en jassen, vooral voor heren, maar ook kinder- en dameskleding. De bekendste items waren de heren regenjas, de parka, de montycoat, duffelcoat, jopper, anorak, baseballjacks en bomberjacks.
In 1982 startte men het logo Greyhound Fashion op. Onder Greyhound viel met name de in de jaren tachtig populaire ski- en surfmode. Een van de bekendste items was de Cocker, een ski-jack met afritsbare mouwen. Met de Greyhoundcollectie verraste Weidemann steeds weer de markt en de concurrentie door vernieuwende kleuren, innoverende stoffen en met verrassende design of bewerkingen. Als trendzetter schreef hij mee aan de Europese modegeschiedenis.
De Hazewind maakte onder andere als een van de eersten jassen en jacks in Goretex(achtige) stoffen. Weidemann was tevens een van de eerste confectioneurs die al begin jaren zeventig productie opstartte in het buitenland, zoals Polen, Zuid-Korea, Hong Kong, Griekenland en Marokko. Deels loonconfectie, deels eigen fabrieken, of als mede-eigenaar. Het was de enige manier om nog betaalbare superinnoverende mode en betaalbare hoogwaardige kwalitatieve jassen op de markt te kunnen lanceren. De fabriek in Winterswijk werd gesloten. 
Tegenwoordig wordt het fabrieksgebouw onder meer gebruikt als sportschool. De laatste jaren was het monsteratelier, kantoor en de eigen winkel gevestigd in het Astoriagebouw te Winterswijk. De Hazewind Kledingindustrie B.V. werd 1989 gesloten.